# Багамські Острови
Бага́мські Острови́, Співдру́жність Бага́мських Острові́в (англ. Commonwealth of the Bahamas) — незалежна держава, проголошена 10 липня 1973 року на більшій частині (700 островів) архіпелагу Багамські острови біля південно-східного узбережжя Флориди і на північ від Куби, що на той час належав Великій Британії. Член Британської співдружності. Країна знана як популярний офшорний центр світу. Столиця і головний порт Нассау (210,8 тис. мешканців у 2000 р.) на острові Нью-Провіденс. З 700 тропічних островів, оточених 1 тис. коралових рифів, лише 30 населені.

## Політична система
Політичною системою країни є конституційна монархія.
Номінальний глава держави: британський король Чарльз III, представником якого є генерал-губернатор, цю посаду запроваджено в 1973 році. Глава уряду Перрі Крісті (2002—2007 та знову з 2012).

## Державний устрій
Співдружність Багамських Островів домоглася обмеженого внутрішнього самоврядування в 1964 році й повного — в 1969. 10 липня 1973 проголошено незалежність Багамських Островів у складі Співдружності, очолюваної Великою Британією. Багамські Острови є членом низки міжнародних організацій: ООН, Організації американських держав, Карибського співтовариства та ін.
Офіційний представник короля Британії — генерал-губернатор  — Корнеліус Сміт. Приступив до виконання обов'язків 28 червня 2019 року.

### Законодавча влада
Законодавча влада здійснюється двопалатним парламентом, який складається із сенату і палати зборів. Сенат складається з 16 членів, палата зборів — з 41 депутата, які обираються загальним прямим голосуванням терміном на 5 років. Голова Сенату (Senate) — Лінн Холовеско (Lynn Holowesko жін.). Голова Палати зборів (House of Assembly) спікер — Елвін Сміт (Alvin Smith). Палата зборів обрана 2 травня 2007 р.
Виконавча влада належить урядові, очолюваному прем'єр-міністром, якого призначає генерал-губернатор. Уряд підзвітний парламенту. Сформований в травні 2007 р. Прем'єр-міністр Співдружності Багамських Островів і міністр фінансів — Х'юберт Інгхрем (Hubert Ingraham).

### Політичні партії
- Прогресивна ліберальна партія (Progressive Liberal Party — PLP). Створена в 1953 р. Лідер — Перрі Крісті (Perry Christie).
- Вільний національний рух (Free National Movement — FNM). Партія. Створена в 1972 р. Лідер — Х'юберт Інгрехем (Hubert Ingraham). Голова — Десмонд Беністер (Desmond Bannister).

## Економіка і господарство
Багами один з найбагатших офшорних центрів світу (на островах — понад 400 банків) і центр грального бізнесу — казино тут відкриті цілодобово. У 1965 уряд приступив до здійснення проєкту житлового будівництва для малозабезпечених верств населення та затвердив систему іпотечного продажу дешевого житла. Державна допомога надається тільки людям похилого віку (пенсії по старості) та інвалідам.
Основа національного господарства Багамських островів — індустрія туризму, що дає 60 відсотків всіх доходів держави, а також фінансова і торгова діяльність. Основними видами промисловості є видобуток і переробка нафти, солі, арагоніту. Сільське господарство в країні обмежене недоліком відповідних площ на густонаселених островах (обробляється всього 1 % земель) і забезпечує приблизно 25 % потреб країни в продовольстві. Дрібні господарства напівнатуральні, вирощують головним чином овочі, у більш великих — ананаси, банани, манго, цукрову тростину, цитрусові, кокосову пальму. Розвинене птахівництво. У прибережних водах ведеться невеликий за обсягом промисел лангустів, морських губок і перлів.
Морський транспорт: через низькі податки держава є одним з найвигіднішим у світі офшором для номінальної реєстрації-приписки морських суден власниками з-за кордону та судноплавних компаній з різних країн.
Протяжність автомобільних доріг на островах — близько 2700 км, більше половини з них мають тверде покриття. Розвинуто каботажне судноплавство та авіасполучення. На Багамських островах діють три основних морських порти: Нассау, Фріпорт і Матью-Таун. Головний порт Нассау може приймати великі океанські судна і має в своєму розпорядженні також велику природну гавань, яка захищена від вітру і хвиль, і безліч якірних стоянок для яхт і маломірних суден. В околицях Фріпорта побудований нафтовий порт для прийому супертанкерів, який використовується для транзиту близькосхідної та африканської нафти і відвантаження нафтопродуктів у США. У цьому ж порту проводиться заправка паливом океанських суден, у тому числі транзитних.
У країні діють 65 аеропортів. Місцева авіакомпанія забезпечує сполучення між островами Багамського архіпелагу, а також з приналежними Великій Британії островами Теркс і Кайкос. З міжнародного аеропорту в Нассау здійснюються рейси до Європи, країн Карибського басейну, Північної та Південної Америки. Другий міжнародний аеропорт знаходиться у Фріпорті.
Багамські острови володіють прекрасними телекомунікаційними можливостями. Є можливість прямого телефонного з'єднання з більшістю країн світу. Була упроваджена нова телексна система, існує підводна оптоволоконна лінія зв'язку із Західним Пальмовим узбережжям (West Palm Beach) Флориди. Поштова і кур'єрська служби також надають свої послуги.
Експорт: цемент, лікарські препарати, продукти переробки нафти, річкові раки, сіль, ром, м'яка деревина, більшість населення зайнято обслуговуванням туристів

## Історія

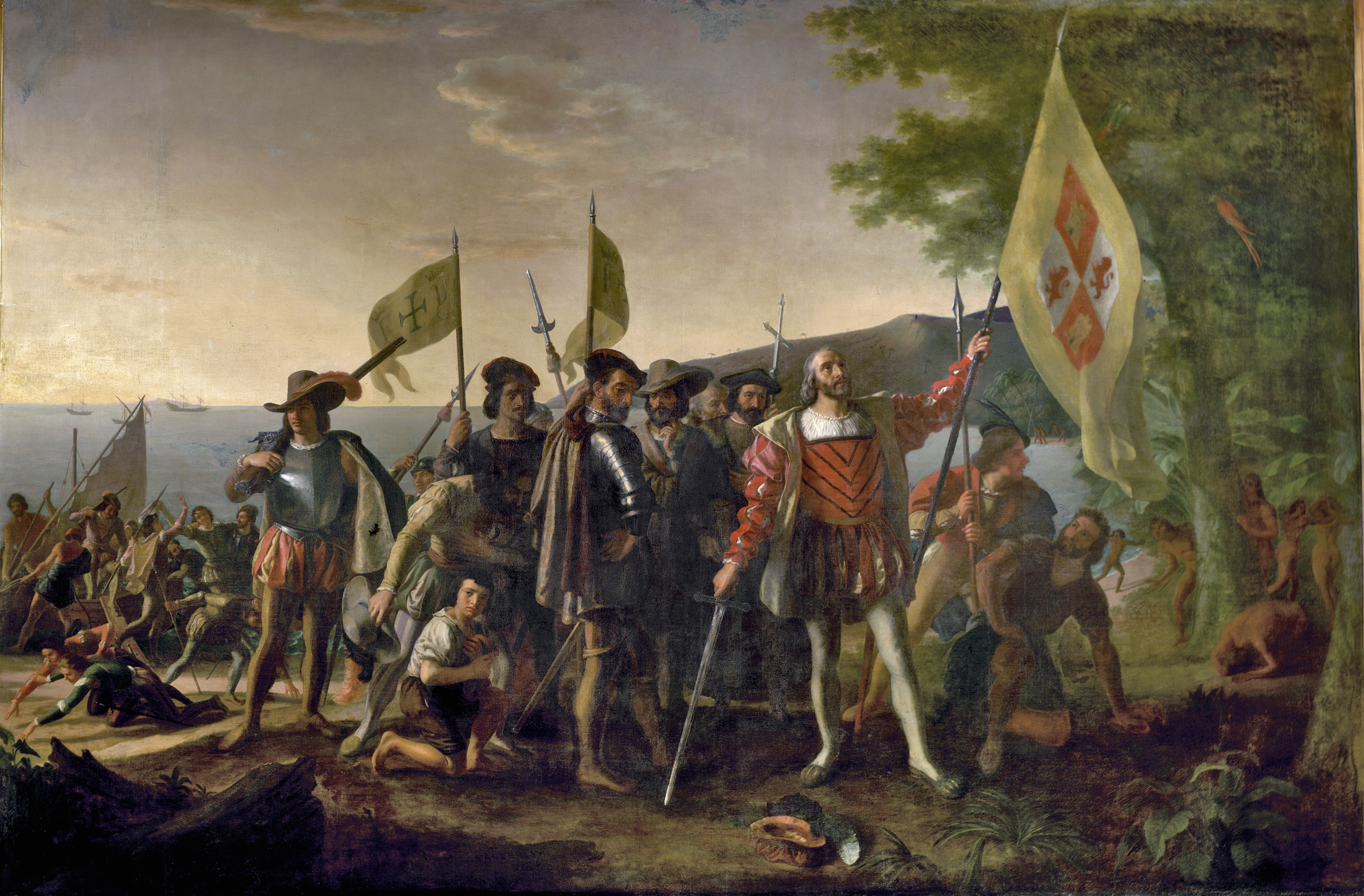
Прибуття Колумба

Держава здобула незалежність від Великої Британії в 1964. У 1967 було проведено перші вибори до національних зборів, в 1973 досягнута повна незалежність.
Першими мешканцями Багамського архіпелагу були індіанські племена сибонєїв. У перших століттях нашої ери острови захопили племена таїно. Таїно вирощували ямс, кукурудзу, маніок і бавовну. Серед них були ремісники, які пряли, ткали та виготовляли глиняний посуд.
12 жовтня 1492 року Колумб вперше ступив на землю Нового Світу, висадившись на острів Сан-Сальвадор в архіпелазі Багамських островів, який місцеві індіанці називали Гуанахані (Guanahani). Захопивши з собою шістьох індіанців з цього острова, Колумб поплив далі до острова, якому дав ім'я Санта-Марія-де-ла-Консепсьйон (нині — Рам-Кі), потім до о. Фернандіна (Лонг-Айленд). Багато індіанців — корінних жителів Багамських островів — були перетворені на рабів і вивезені для роботи на плантаціях і копальнях о. Еспаньйола (сучасний Гаїті). В результаті архіпелаг збезлюднів. З середини XVI ст. вороги Іспанії, в першу чергу французи, використовували ці острови як базу для нападу на іспанські судна. Таким чином, впродовж 200 років за Багамськими островами затвердилась репутація піратського притулку.

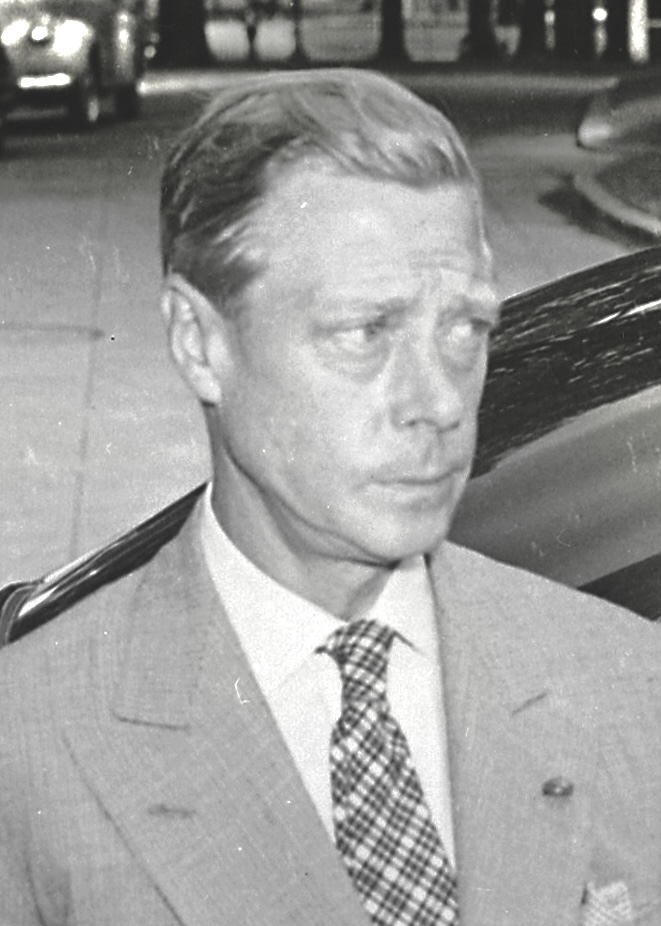
Едуард VIII, губернатор островів у 1940—1945

У 1629 році Багамські острови були подаровані Карлом I одному зі своїх міністрів, який, проте, навіть не зробив спроби створити на них поселення. У 1647 році в Лондоні була утворена компанія під назвою «Ельютеран адвенчурерс» для колонізації Багам. Переселенці, вихідці з Англії, з Бермудських островів і з британських колоній Північна і Південна Кароліна в Північній Америці, спочатку влаштувалися на о. Ельютера, право володіння яким їм надав Олівер Кромвель. Проте після Реставрації Карл II передав це право лордам-власникам Північної і Південної Кароліни, що офіційно збереглося до 1787 року. У 1689 компанія «Ельютеран адвенчурерс» заснувала на о. Нью-Провіденс поселення Чарлзтаун, згодом перейменоване в Нассау (Нассо) на честь принца Вільгельма Оранського-Нассауського. У 1703 році Нассау було зруйновано іспанцями, що значно підсилило позиції піратів на острові. У 1718 для наведення ладу на Багамських островах королівським губернатором був призначений капітан Вудс Роджерс. В той час на острові переховувались близько 2000 піратів.

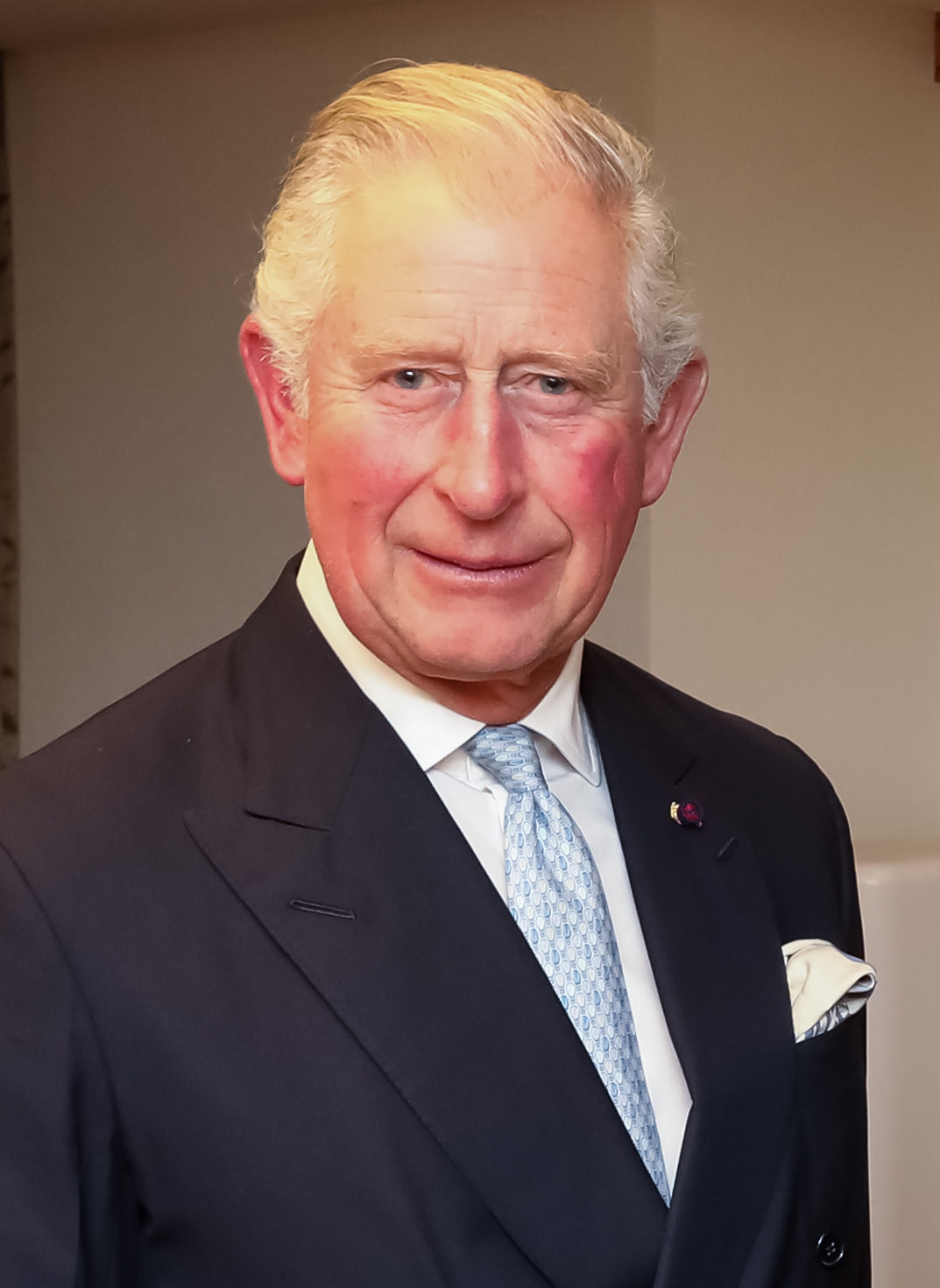
Карл III — король Багамських Островів

У 1720 році іспанці знову напали на острів. Для захисту колонії губернаторові довелося піти на союз з піратами. У 1776 військовий флот США захопив укріплений форт Монтегю, що захищав гавань Нассау, і протягом декількох днів утримував його.
У 1781 році колонію захопили іспанці і залишалися там впродовж року, проте вже в 1783 за Версальським мирним договором влада англійців була відновлена і зберігалася до самого проголошення незалежності Багамських Островів.
Після закінчення Війни за незалежність англійських колоній в Північній Америці (1775—1783) на островах влаштувалися бл. 3000 американських лоялістів, що зберегли вірність британській короні, а також їх раби. На початковому етапі заселення на Багамах вирощували бавовну. З цією метою на архіпелаг ввозилися раби з Африки та колишніх північноамериканських колоній. Після скасування рабства у 1838 році економіка колонії занепала, і багато жителів залишили острови.
Пожвавлення господарської діяльності на Багамських Островах відбулося під час Громадянської війни в США у 1861—1865 рр., коли на островах базувався флот, який вивозив бавовну з південних штатів США. Доходи колонії формувалися в основному за рахунок митних зборів на торгівлю бавовною.
В період дії «сухого закону» в США у 1920—1933 рр. Багамські Острови перетворилися на один їх перевалочних пунктів контрабандного ввезення алкогольних напоїв до США. Митні збори на ввезення і вивіз алкоголю принесли значні доходи колонії і частково були вкладені в туристичний бізнес, що згодом став основою економіки країни. У 1920-1930-ті роки у всі сфери економіки колонії (туризм, банківська і підприємницька діяльність та інш.) почав проникати капітал США.
Від січня 1964 року Багамські Острови мали внутрішнє самоврядування, а 10 липня 1973 року були проголошені незалежною державою у складі Співдружності, на чолі з Великою Британією. У жовтні 1973 року Багамські Острови були прийняті в ООН.
Економічному розквіту країни сприяє її репутація як великого туристичного, банківського і фінансового центру. Чималі доходи приносять також переробка і транспортування нафти.
Першим прем'єр-міністром країни (після проголошення незалежності) був представник Прогресивної ліберальної партії Лінден Оскар Піндлінг; він зберігав свій пост до 19 серпня 1992, коли його партія поступилася місцем Вільному національному демократичному руху, на чолі з Х'юбертом Інгрехемом. Ця партія набрала більшість голосів (34) і на парламентських виборах 1997 року, що дало змогу Інгрехему сформувати однопартійний уряд. У країні функціонують десятки галузевих профспілок, найбільші профспілкові об'єднання — Конгрес профспілок Співдружності Багамських Островів і Національний конгрес профспілок.

## Географія

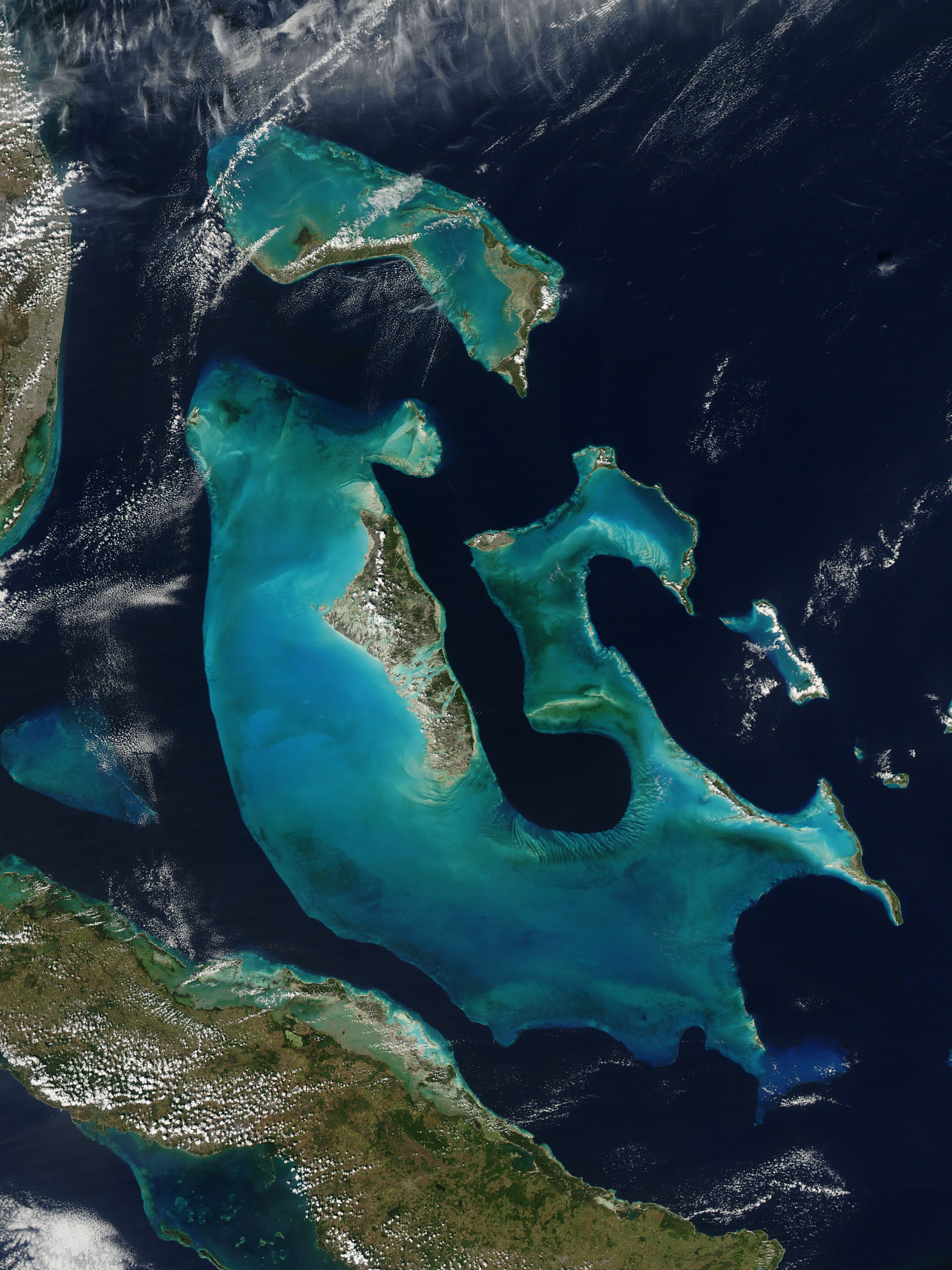
Космічний знімок островів

Багамські острови — архіпелаг в Атлантичному океані між Кубою і півостровом Флорида. Він налічує близько 2500 рифів і 700 островів (Абак, Аклінз, Андрос, острова Беррі, острова Біміні, Кет, Ельютера, Екзума, Гранд-Багама, Великий і Малий Інагуа, Крукед-Айленд, Лонг-Айленд, Маягуана, Нассау, Рам — Кі, Сан-Сальвадор, Хументос та ін.), з яких тільки 30 заселені.
Багами давно стали одним з синонімів поняття «розкішний відпочинок».

## Клімат
Тропічний пасатний і субтропічний, з дощовим періодом з травня по жовтень, хоча яскраво вираженого сезону дощів немає. Західне узбережжя островів омивається теплим Гольфстримом, з південного сходу постійно дме м'який екваторіальний вітер. Тому взимку температура зазвичай до +15 °C, а влітку вона не перевищує +32 °C. Температура кришталево чистого моря зазвичай +27 °C у літній час і близько +23 °C у зимовий. Пасати, що дують постійно, роблять клімат на островах рівним і м'яким протягом усього року. Найхолоднішим сезоном вважається період із вересня по травень, коли температура опускається до +18-22 °C.
| Клімат Нассау                                                                     | Клімат Нассау | Клімат Нассау | Клімат Нассау | Клімат Нассау | Клімат Нассау | Клімат Нассау | Клімат Нассау | Клімат Нассау | Клімат Нассау | Клімат Нассау | Клімат Нассау | Клімат Нассау | Клімат Нассау |
| Показник                                                                          | Січ.          | Лют.          | Бер.          | Квіт.         | Трав.         | Черв.         | Лип.          | Серп.         | Вер.          | Жовт.         | Лист.         | Груд.         | Рік           |
| Середній максимум, °C                                                             | 25,4          | 25,5          | 26,6          | 27,9          | 29,7          | 31,0          | 32,0          | 32,1          | 31,6          | 29,9          | 27,8          | 26,2          | 28,8          |
| Середня температура, °C                                                           | 21,4          | 21,4          | 22,3          | 23,8          | 25,6          | 27,2          | 28,0          | 28,1          | 27,7          | 26,2          | 24,2          | 22,3          |               |
| Середній мінімум, °C                                                              | 17,3          | 17,3          | 17,9          | 19,6          | 21,4          | 23,3          | 24,0          | 24,0          | 23,7          | 22,5          | 20,6          | 18,3          | 20,8          |
| Середня кількість сонячних годин на місяць                                        | 220,1         | 220,4         | 257,3         | 276,0         | 269,7         | 231,0         | 272,8         | 266,6         | 213,0         | 223,2         | 222,0         | 213,9         |               |
| Норма опадів, мм                                                                  | 39.4          | 49.5          | 54.4          | 69.3          | 105.9         | 218.2         | 160.8         | 235.7         | 164.1         | 161.8         | 80.5          | 49.8          | 1389.4        |
| Днів з опадами                                                                    | 8             | 6             | 7             | 8             | 10            | 15            | 17            | 19            | 17            | 15            | 10            | 8             | 140           |
| --------------------------------------------------------------------------------- | ------------- | ------------- | ------------- | ------------- | ------------- | ------------- | ------------- | ------------- | ------------- | ------------- | ------------- | ------------- | ------------- |
| Джерело: World Meteorological Organization (UN), Hong Kong Observatory (sun only) |               |               |               |               |               |               |               |               |               |               |               |               |               |

| Січ         | Лют         | Бер         | Кві         | Тра         | Чер         | Лип         | Сер         | Вер         | Жов         | Лис         | Гру         |
| ----------- | ----------- | ----------- | ----------- | ----------- | ----------- | ----------- | ----------- | ----------- | ----------- | ----------- | ----------- |
| 73 °F 23 °C | 73 °F 23 °C | 75 °F 24 °C | 79 °F 26 °C | 81 °F 27 °C | 82 °F 28 °C | 82 °F 28 °C | 82 °F 28 °C | 82 °F 28 °C | 81 °F 27 °C | 79 °F 26 °C | 75 °F 24 °C |

## Природа
Багамські острови — це сотні кілометрів білосніжних піщаних пляжів, захищених кораловими рифами, прозорі бірюзові води лагун і зелень кокосових пальм.
Багами — архіпелаг, що складається приблизно з 700 островів і коралових рифів і займає площу понад 100 тис. кв. миль. Площа суші — 5382 кв. миль — на 20 % перевищує площу Ямайки. Населення здебільшого зосереджене на островах Нью-Провіденс (англ. New Providence) і В. Багама (англ. Grand Bahama).
Найбільший острів — Андрос (англ. Andros). Острови Біміні (англ. Bimini) розташовані всього за 50 миль на схід від Флориди. На В. Багамі розташоване друге за величиною місто архіпелагу — Фріпорт (англ. Freeport). Найбільш південно-східний острів — Інагуа (англ. Inagua).
Багамські острови складені здебільшого кораловими вапняками. Затоплені ділянки підводних підвищень являють собою обширні мілководдя, багаті кораловими рифами (найбільше — Велика Багамська банка). Поверхня островів рівнинна, широко поширені карстові форми рельєфу.
Часті тропічні урагани. Річки майже відсутні. Багато солоних озер (що сполучаються з морем).
Переважають колючі вічнозелені чагарники; значну площу займають соснові ліси. На островах Андрос і В. Абако ростуть листяні й вічнозелені тропічні ліси; на узбережжі — гаї кокосових пальм.
Культивуються агава (сизаль), ананас, апельсинове дерево, банан, томат, цукрова тростина.

## Населення

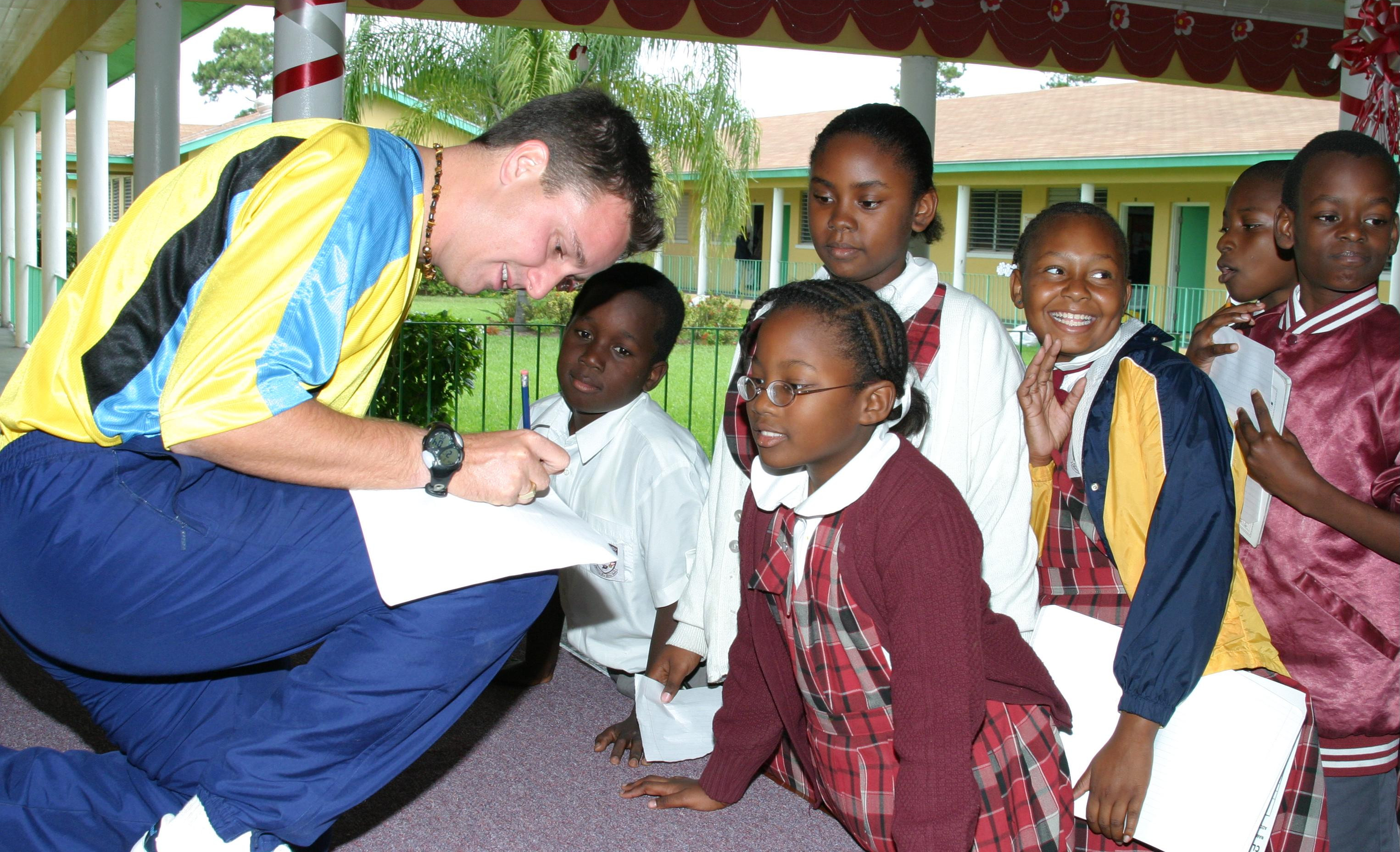
Афро-багамці

У 2003 на Багамських островах проживали 297,48 тис. чоловік, причому більше половини з них — на о. Нью-Провіденс. 28,8 % населення належить до вікової групи до 15 років, 65,4 % — від 15 до 65 років і 5,8 % — старше 65 років. Народжуваність оцінюється в 18,57 на 1000 населення, смертність — 8,68 на 1000, еміграція — 2,67 на 1000. Зростання населення в 2003 склало 0,77 %, дитяча смертність — 26,21 на 1000 новонароджених. У зв'язку з поширенням СНІДу на островах простежується тенденція до зростання смертності, скорочення очікуваної тривалості життя та зниження темпів приросту населення. За оцінками, в 1999 на Багамських островах 6900 чоловік були інфіковані СНІДом, померли від цього захворювання 500 чоловік.
Основними компонентами багамської нації, що формується є афроамериканці і мулати, які становлять більше 3 / 4 всього населення. Є також діаспори вихідців з Гаїті, Ямайки і з островів Теркс і Кайкос. Частка європейців і північноамериканців невелика. Це здебільшого люди похилого віку — забезпечені громадяни зі США, Канади, Великої Британії, які оселилися на Багамах після виходу на пенсію.
Серед віруючих переважають протестанти, у тому числі баптисти, англікани, методисти, бл. 19 % — римокатоликів, частина населення дотримується африканських культів.

## Міжнародні відносини
Країна має відносини з багатьма державами світу. 

### Відносини з Україною
27 вересня 2003 року Багамські Острови і Україна взаємно визнали незалежність один одного та встановили між собою дипломатичні відносини.

## Освіта
На Багамських островах введено безкоштовне обов'язкове навчання дітей віком 5-14 років. За останні роки значно побільшало навчальних закладів, і на великих островах більшість дітей має можливість відвідувати середню школу. Близько 20 % випускників шкіл отримують професійну підготовку в декількох професійно-технічних училищах, педагогічному та технічному коледжі. Власних вищих навчальних закладів на Багамських островах немає, але з 1964 уряд встановив зв'язок з Вест-Індським університетом на Ямайці і рік по тому відкрив у Нассау його заочне відділення. Деякі багамці отримують вищу освіту в університетах США, Великої Британії та Канади. 98 % населення Багамських Островів грамотні.

## Охорона здоров'я
Охорона здоров'я знаходиться на високому рівні. Місцевим медикам вдалося повністю перемогти більшість тропічних хвороб.

## Засоби масової інформації

### Газети і журнали
- «Бегаміен тьюрист ньюс» (Bahamian Tourist News — «Багамські туристичні новини»). Щомісячний журнал. Видається в Нассау.
- «Нассау ґардіен» (Nassau Guardian). Щоденна газета. Видається в Нассау. Заснована в 1844 р. Тираж 15 тис.
- «Офішиал ґезет» (Official Gazette — «Офіційна газета»). Урядовий тижневик. Видається в Нассау.
- «Триб'юн» (Tribune -"Трибуна "). Щоденна газета. Видається в Нассау. Заснована в 1903 р. Тираж 13,5 тис.
- «Фріпорт ньюс» (Freeport News — «Новини Фріпорта»). Щоденна газета. Видається у Фріпорті. Заснована в 1961 р. Тираж 5 тис.

### Радіо і телебачення
- «Бродкастінг корпорейшн Бехамес» (Broadcasting Corporation of the Bahamas). Радіо- і телевізійна компанія. Заснована в 1936 р. Контролюється урядом.

## Визначні пам'ятки
Головне, що подобається всім без винятку туристам — краса розкішної природи (о. Гранд Багама), підводне полювання і рибалка (о-ви Андрос, Беррі, Біміні), дайвінг в коралових рифах (о-ви Абакос, Ельютера), прогулянки на яхтах (о-ви Екзумас, Лонг Айленд) або спостереження за унікальними рожевими фламінго (о. Інагуа), екзотичними ігуанами, можливість поплавати з дельфінами, погодувати акул і зануритися в атмосферу карибського карнавалу. Нассау: Підводний акваріум, урядова резиденція, сад Адастра Гарденс і заповідник Ретріт Гарденс, водяна вежа, торгова вулиця Бей Стріт, знаменитий Кейбл Біч — район фешенебельних готелів, казино і чудових піщаних пляжів. Збереглася і фортеця, споруджена в XVIII столітті, а всесвітньо відомі Королівські сходи з 66 сходинок ведуть високо вгору, звідки відкривається прекрасний вигляд на бухту і все місто. Центром міста є площа Парламенту.

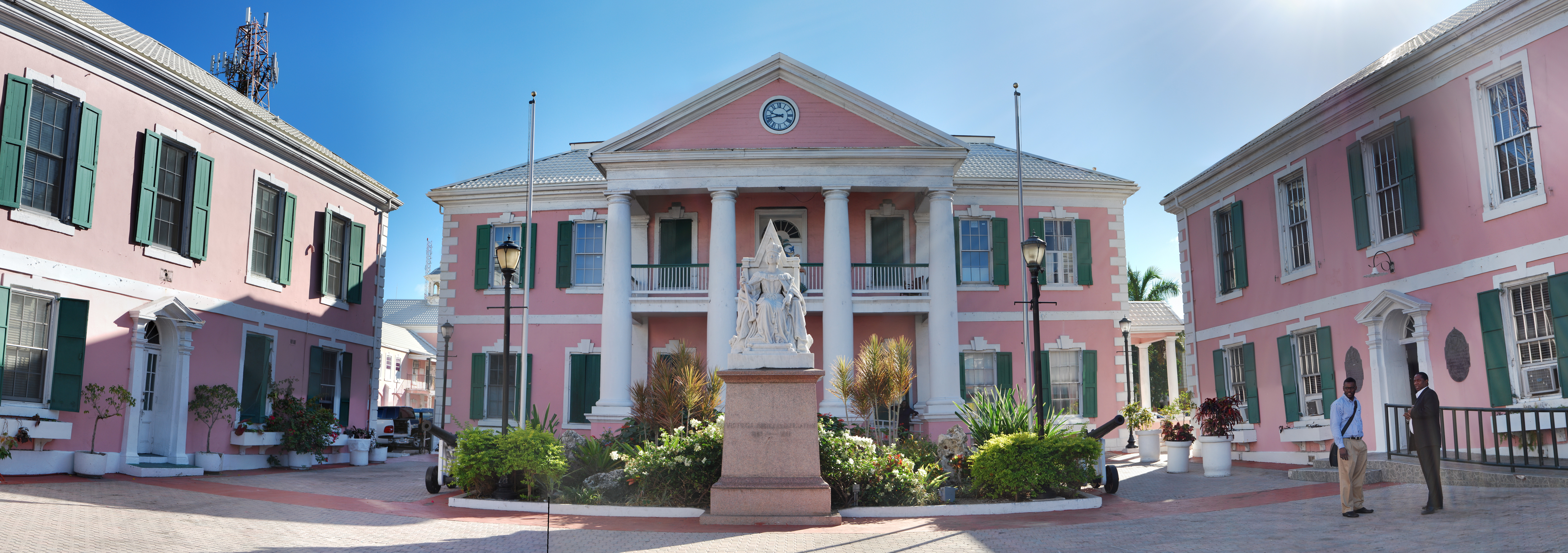
Будівля Парламенту

На початку XIX століття тут були побудовані будинки Парламенту, Колоніальної Адміністрації, Верховного Суду, що оточують мармурову статую королеви Вікторії. Недалеко від центру міста знаходиться Форт Шарлотти, споруджений у 1788 році, і готельний комплекс Атлантіс з 14 акрами парку й 5 штучними лагунами (це один із найбільших акваріумів просто неба), а також лабіринт, що імітує руїни Атлантиди, копія піраміди мая з водяними гірками і прозорий підводний тунель.
На схід від Нассау лежить острів «Парадіз», сполучений зі столицею довгим мостом, з першокласними курортами, казино, бурхливим нічним життям. Місто Фріпорт на о. Гранд Багама — справжній рай для тих, хто захоплюється активним відпочинком, грою в гольф, теніс, підводним плаванням, рибною ловлею. Обов'язково варто відвідати інтернаціональний базар у Фріпорті, маленькі містечка західного узбережжя, де колись ховалися пірати і підпільні виробники рому, пам'ятки давньої культури індіанців аравака, величезні підводні печери і чудові пляжі східного узбережжя острова, сад Гарден-оф-зе-Гроувз, парк-заповідник Ренд Меморіал і печеру Проповідника. Кораловий острів — найбільший в світі штучно створений кораловий риф з підводною обсерваторією. Що дійсно цікаво на Багамських островах, так це місцеві вироби ручної роботи з соломи і черепашок, батік і недорогі, але якісні місцеві алкогольні напої.

## Культура і суспільство

### Культура
Більшість жителів Багамських островів — нащадки рабів західно-африканського походження, англійців і американців, які в різні роки прибули на острови. Після скасування рабства основна частина населення архіпелагу вирішила присвятити своє життя рибному промислу або фермерству, чим їхні нащадки і займаються сьогодні. Внаслідок поєднання різних культур виник особливий характер місцевих жителів, які, як і багато інших остров'ян, є життєрадісними, чуйними людьми з розвиненим почуттям гумору, що гордяться своїм минулим. Багаті землі, де сама природа може дати людині дім і їжу, пояснюють одну з найхарактерніших рис жителів архіпелагу — звичку залишати на завтра всі неприємні думки і турботи.

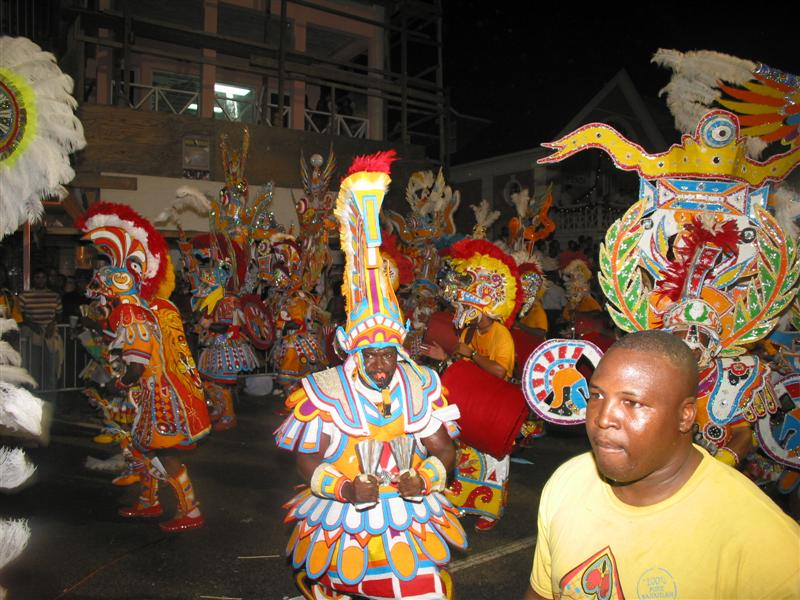
Фестиваль «Junkanoo»

Традиційна острівна музика гумбей народилася в колоніальні часи під впливом африканських і європейських культурних традицій. Ансамбль гумбей складається з барабанів, обтягнутих козлиною шкірою, теслярської пилки, ритмічних паличок, маракасів і баса, який, як правило, є балією для прання з натягнутими струнами. Сьогодні багато виконавців гумбей використовують електрогітари і саксофони, однак музика незмінно зберігає свій початковий стиль. На параді «Junkanoo» можна почути більш жорсткий варіант гумбей.
Фестиваль «Junkanoo» — яскравий карнавал, який щороку, з 26 грудня по 1 січня, проходить на кількох островах Багамського архіпелагу. Найбільш вражаючу ходу можна побачити на о. Нью-Провіденс, однак на островах Вел. Багама, Ельютера, Біміні й Абакос також проходять пишні паради. Традиції і правила фестивалю нагадують знаменитий карнавал у Ріо-де-Жанейро, однак Багамський «Junkanoo» є унікальним явищем місцевої культури. Кожний парад присвячений певній темі; хід складається з окремих груп, чисельність яких може досягати тисячі осіб. Учасники одягають яскраві костюми, виготовлені з морських губок, листя, тканини і крепованого паперу, і танцюють під звуки барабанів і свистків. Наприкінці процесії журі обирає переможця в трьох номінаціях: найкраща музика, найкращий костюм і найкраща презентація групи, і вручає грошовий приз.
Солом'яний ринок на о. Нью-Провіденс — один з найбільших у світі. Тут можна купити килимки ручної роботи, капелюхи, кошики, прикраси, різьблені дерев'яні фігурки, желе з гуави та багато іншого.

### Звичаї і традиції
Традиційна культура Багамських островів далеко відстає від міських центрів Нассау і Фріпорта, що зазнали сильного впливу Америки. Народна острівна творчість знаходить відображення у великій кількості казок, природній медицині, музиці і релігійних обрядах, привнесених сюди рабами з Африки.
Незважаючи на те, що Багами поки не народжують письменників, які могли б здобути світову популярність, а візуальне мистецтво також розвивається повільно, острови сформували самобутню музичну культуру. У цій країні народилося кілька традиційних форм музики, включаючи гумбей, синтез каліпсо, соку й англійських народних пісень, а також оригінальний стиль робітничого класу з характерним гітарним звучанням, акордеоном і калатальцями, зробленими з стручків дерева поінсіана.
Багамські діти з великим задоволенням грають у баскетбол. Вони буквально живуть на баскетбольному полі, а більшість містечок мають невеличкий баскетбольний майданчик з імпровізованими кошиками. Багами з величезним завзяттям стежать за американськими баскетбольними (і бейсбольними) командами.